# Freienhagen (Waldeck)

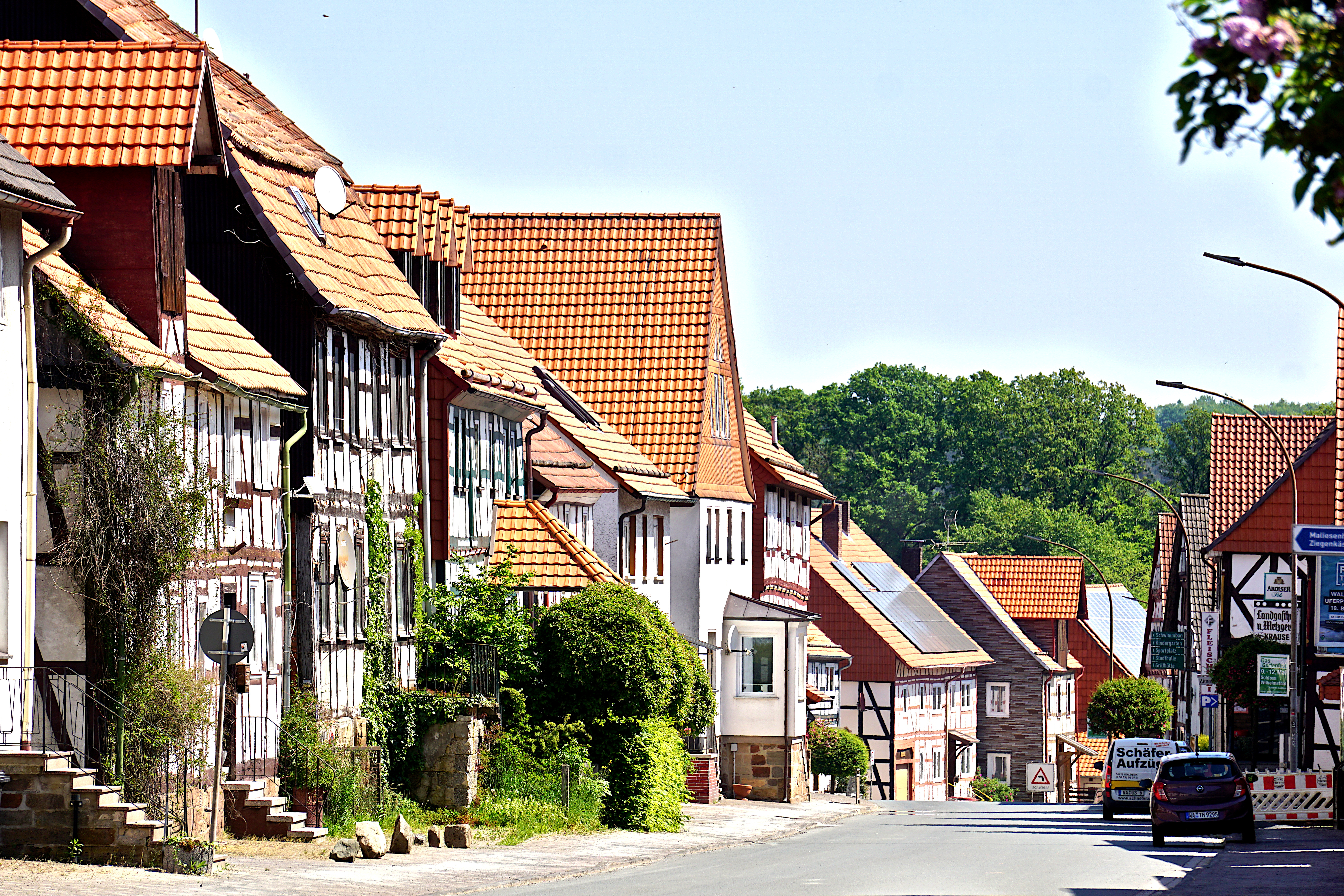
Die B251 in Freienhagen

Freienhagen ist ein Dorf mit historischen Stadtrechten und seit 1974 Stadtteil der Stadt Waldeck im nordhessischen Landkreis Waldeck-Frankenberg.

## Geographie

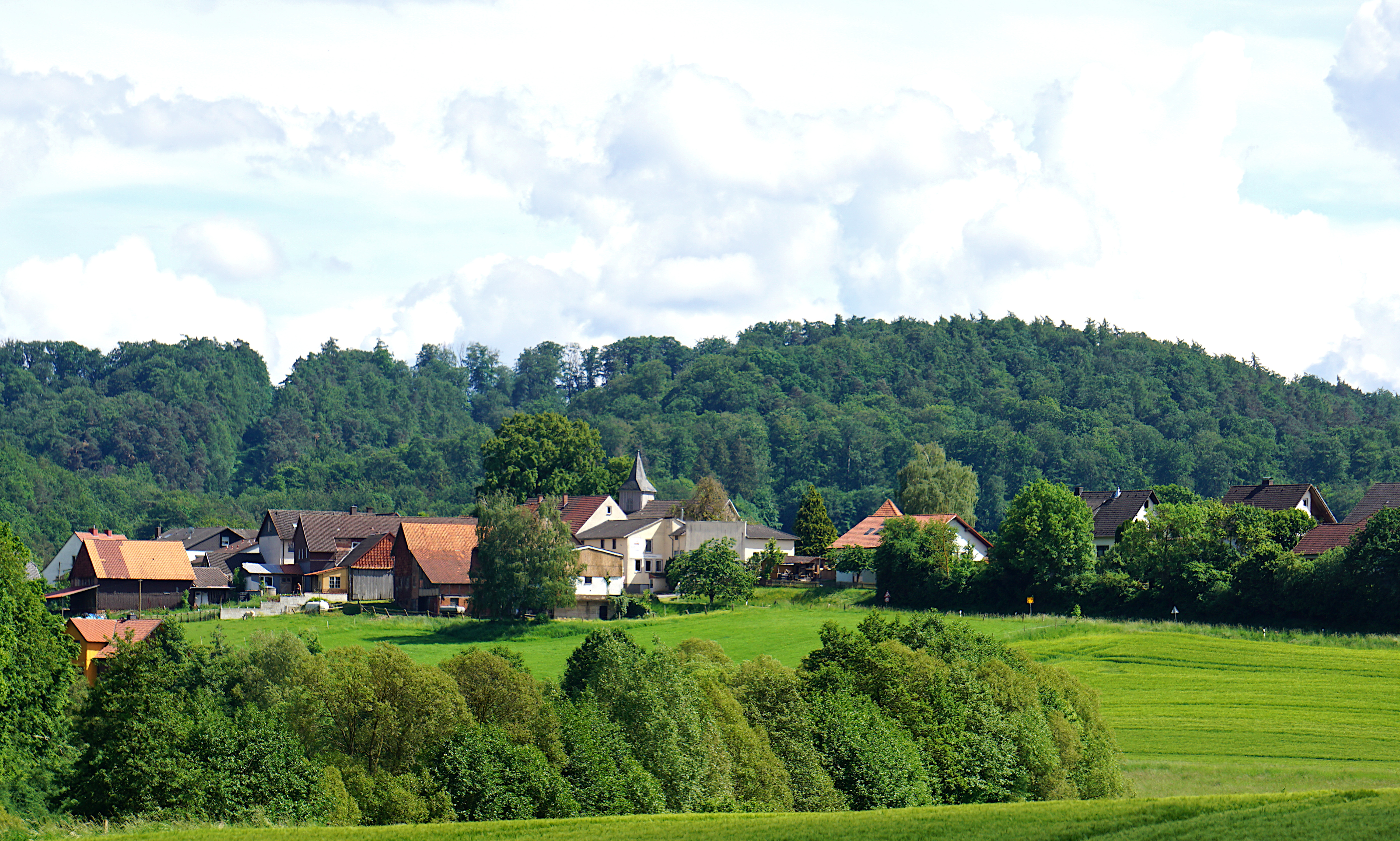
Freienhagen vom Nordwesten aus

Freienhagen, das sich nördlich der Kernstadt von Waldeck im Langen Wald befindet, liegt auf einem nach Osten gerichteten Hügelsporn und wird von zwei Quellbächen der Watter um- bzw. durchflossen. Es grenzt im Norden an Dehringhausen, im Osten an Ippinghausen und Landau, im Süden an Netze und im Westen an Sachsenhausen. Der Ort liegt an der B 251 bzw. an der Deutschen Fachwerkstraße. Höchste Erhebung bei Freienhagen ist mit 475 m ü. NN der im „Freienhagener Stadtwald“ etwa 1,5 km südwestlich der Ortschaft an dieser Bundesstraße gelegene Berg „Stirn“.

## Geschichte

### Vorgeschichtliche Ansiedlung
Auf der „Hünenburg“, einem 452 m hohen Berg im „Freienhagener Stadtwald“ rund 2,2 km südwestlich der Ortschaft, wurden Spuren einer vorgeschichtlichen Ansiedlung gefunden. Rund 1,5 km westlich davon befindet sich nordnordöstlich von Sachsenhausen das Kulturdenkmal „Tanzplatz“ (472 m ü. NN).

### Burg
Um 1354 wird erstmals eine Burg in Freienhagen erwähnt; es soll sich um ein mit Wallgraben gesichertes Steinhaus am Westrand des Orts gehandelt haben. Als Erbauer werden die Waldecker Grafen genannt. Zu den späteren Besitzern gehörten die Landgrafen von Hessen und die Erzbischöfe von Mainz. Vermutlich wurde die Burg bei einem Stadtbrand 1780 zerstört; von ihr sind keine Reste geblieben.

### Kirche
Die Kirche wird erstmals 1270 erwähnt, über ihre Entstehung ist wenig bekannt. Sie ist der Jungfrau Maria und den Aposteln Petrus und Paulus geweiht. Von 1411 bis zur Einführung der Reformation 1527 wurde sie auch als Konventskirche der Wilhelmiten genutzt, da der kleine Konvent keine eigene Kirche hatte. Der Turm ist 30 Meter hoch und hat zwei Meter dicke Wände, was auf eine frühere Wehrkirche schließen lässt. 1712 wurden drei schieferbehangene Stockwerke auf die Wehrmauern aufgesetzt und mit einer in sich gedrehten Zwiebelkuppel beendet. Eine ähnliche „verdrehte Kaffeekanne“ findet man auch in Landau. Das Kirchenschiff ist nahezu quadratisch und mit drei Jochen unterteilt. Grundriss und Bauform sind deutlich mit denen einer westfälischen romanischen Hallenkirche vergleichbar.

### Kloster Freienhagen
Urkundlich nachweisbar sind die Wilhelmiter Mönche von 1411 bis 1502. Sie kamen aus dem Kloster Witzenhausen und führten ein kleines Kloster, das sich vermutlich östlich der Kirche auf dem Pfarrgelände befand. In einer Urkunde von 1518 wird der Convent zom Frienhagen Sant Wilhelmsorden erwähnt. Die Mönche benutzten die Freienhager Stadtkirche als ihre Konventskirche. Vermutlich wurde das Kloster um 1527 aufgehoben, nach Einführung der Reformation durch Graf Philipp IV. in der Grafschaft Waldeck 1526. Die Besitzungen, wie Wohnung und Gärten, erhielt die evangelische Pfarre (Pfarrgemeinde).

### Überblick
Um 1231 wurden vermutlich schon die Stadtrechte erteilt, wobei die ältest gekannt urkundliche Erwähnung, als Vrigenhagen aus dem Jahr 1251 stammt, hier wird ein Scultetus als Bürgermeister und Bürger zu Freienhagen genannt. Allerdings ist davon auszugehen, dass der Ort viel älter ist. In verschiedenen Quellen wird berichtet, dass schon Karl der Große ein Freigericht in Freienhagen angeordnet haben soll; die erste bekannte urkundliche Erwähnung des Freigerichts findet sich allerdings erst 1371, als es zur Hälfte an die Landgrafen von Hessen abgegeben werden musste.  Das Freienhagener Freigericht tagte zuerst auf dem "Schiebenscheid" (einer Anhöhe in der Nähe von Sachsenhausen) und später unter der Linde am "Steinborn". Unter den Freigrafen Sigmund Manegold (1435–1455) und Johann Manhoff (1438–1458) erreichte es seine größte Bedeutung; selbst der Deutsche Orden und die Städte Frankfurt und Köln wurden nach Freienhagen zitiert.
Um 1368 gelangte Freienhagen in den gemeinsamen Besitz des Erzbistums Mainz und des hessischen Landgrafen Heinrich II. Der Landgraf und der Mainzer Erzbischof Gerlach von Nassau besetzten die Stadt gewaltsam, wohl auch um sich Einfluss am damals sehr angesehenen Freistuhl Freienhagen und dessen Einnahmen zu sichern. Sie schleiften die alte, zu eng gewordene „waldeckische“ Stadtmauer um die Unterstadt und bauten eine Burg am oberen Tor der neuen, weiträumigeren „hessischen“ Stadtmauer zur Sicherung gegen waldeckische Angriffe, die nur aus der Richtung von Sachsenhausen Erfolg haben konnten. Die Wohnfläche innerhalb der weit großzügigeren neuen Mauer war fast doppelt so groß wie zuvor. Im Jahr 1369 wurde Adolf von Itter als Erbburgmann von beiden Parteien bestätigt.  Um 1371 besaß Freienhagen eine geschlossene Stadtmauer mit zwei Stadttoren. Durch den Ort führte die alte Handelsstraße von Köln nach Leipzig.
In den späteren Auseinandersetzungen zwischen Hessen und Mainz fielen Ort und Burg gänzlich an Hessen. Die hessischen Landgrafen gaben die Stadt den Waldecker Grafen zu Lehen. Graf Wolrad I. von Waldeck verpfändete im 15. Jahrhundert den Ort an Kurt von Viermund, löste dieses Pfand aber 1472 wieder ein. Vermutlich war die hessische Oberhoheit um diese Zeit bereits verloren gegangen. Freienhagen war Sitz eines Amtes. 1578 ging es zur Hälfte an das Amt Landau.
Im Jahr 1947 errichtete die damals durch ihr Holzreichtum sehr wohlhabende Stadt zeitgleich eine Stadthalle, einen Sportplatz und ein Freibad direkt nebeneinander an der Straße nach Dehringhausen.
Während des Kalten Krieges unterhielt das 62. belgische Artilleriebataillon mit Stützpunkt in Essentho von 1963 bis 1993 eine mobile Flugabwehrraketenstellung vom Typ MIM-23 HAWK in Freienhagen.

### Hessische Gebietsreform
Am 1. Januar 1974 wurde die Stadt Freienhagen kraft Landesgesetz als Stadtteil in die Stadt Waldeck eingemeindet. Dadurch wurde Freienhagen ein Stadtteil von Waldeck. Für Freienhagen und die anderen Stadtteile wurden Ortsbezirke mit Ortsbeirat und Ortsvorsteher nach der Hessischen Gemeindeordnung gebildet.

### Verwaltungsgeschichte im Überblick
Die folgende Liste zeigt die Staaten, in denen Freienhagen lag, und deren nachgeordnete Verwaltungseinheiten, denen es unterstand:
- 1486 und später: Heiliges Römisches Reich, Grafschaft Waldeck, Schloss Waldeck
- ab 1538: Heiliges Römisches Reich, Grafschaft Waldeck, Amt Landau
- ab 1712: Heiliges Römisches Reich, Fürstentum Waldeck, Amt Landau
- ab 1806: Fürstentum Waldeck, Amt Waldeck
- ab 1814: Fürstentum Waldeck, Oberamt der Eder (Sitz in Nieder-Wildungen)
- ab 1816: Fürstentum Waldeck, Oberjustizamt der Werbe (Sitz in Sachsenhausen)
- ab 1850: Fürstentum Waldeck-Pyrmont (ab 1848), Kreis der Eder[Anm. 1]
- ab 1867: Fürstentum Waldeck-Pyrmont (Akzessionsvertrag mit Preußen), Kreis der Eder
- ab 1871: Deutsches Reich, Fürstentum Waldeck-Pyrmont, Kreis der Eder
- ab 1919: Deutsches Reich, Freistaat Waldeck, Kreis der Eder
- ab 1929: Deutsches Reich, Freistaat Preußen, Provinz Hessen-Nassau, Regierungsbezirk Kassel, Kreis der Eder
- ab 1942: Deutsches Reich, Freistaat Preußen, Provinz Hessen-Nassau, Regierungsbezirk Kassel, Landkreis Waldeck
- ab 1944: Deutsches Reich, Freistaat Preußen, Provinz Kurhessen, Landkreis Waldeck
- ab 1945: Deutsches Reich, Amerikanische Besatzungszone, Groß-Hessen, Regierungsbezirk Kassel, Landkreis Waldeck
- ab 1946: Deutsches Reich, Amerikanische Besatzungszone, Hessen, Regierungsbezirk Kassel, Landkreis Waldeck
- ab 1949: Bundesrepublik Deutschland, Hessen, Regierungsbezirk Kassel, Landkreis Waldeck
- ab 1974: Bundesrepublik Deutschland, Hessen, Regierungsbezirk Kassel, Landkreis Waldeck-Frankenberg, Stadt Waldeck

### Bevölkerung

#### Einwohnerstruktur 2011
Nach den Erhebungen des Zensus 2011 lebten am Stichtag dem 9. Mai 2011 in Freienhagen 840 Einwohner. Darunter waren 9 (= 1,1 %) Ausländer.
Nach dem Lebensalter waren 147 Einwohner unter 18 Jahren, 316 zwischen 18 und 49, 195 zwischen 50 und 64 und 180 Einwohner waren älter.
Die Einwohner lebten in 360 Haushalten. Davon waren 111 Singlehaushalte, 108 Paare ohne Kinder und 117 Paare mit Kindern, sowie 21 Alleinerziehende und 3 Wohngemeinschaften. In 84 Haushalten lebten ausschließlich Senioren und in 131 Haushaltungen leben keine Senioren.

#### Einwohnerentwicklung
| Quelle: Historisches Ortslexikon |            |
| • 1738:                          | 91 Häuser  |
| • 1770:                          | 120 Häuser |

| Freienhagen: Einwohnerzahlen von 1770 bis 2020 | Freienhagen: Einwohnerzahlen von 1770 bis 2020 | Freienhagen: Einwohnerzahlen von 1770 bis 2020 | Freienhagen: Einwohnerzahlen von 1770 bis 2020 | Freienhagen: Einwohnerzahlen von 1770 bis 2020 |
| --- | ---------------------------------------------- | ---------------------------------------------- | ---------------------------------------------- | ---------------------------------------------- |
| Jahr |                                                |                                                |                                                | Einwohner                                      |
| 1770 | 1770                                           |                                                | 700                                            | 700                                            |
| 1800 | 1800                                           |                                                | ?                                              | ?                                              |
| 1834 | 1834                                           |                                                | 912                                            | 912                                            |
| 1840 | 1840                                           |                                                | 938                                            | 938                                            |
| 1846 | 1846                                           |                                                | 993                                            | 993                                            |
| 1852 | 1852                                           |                                                | 936                                            | 936                                            |
| 1858 | 1858                                           |                                                | 956                                            | 956                                            |
| 1864 | 1864                                           |                                                | 914                                            | 914                                            |
| 1871 | 1871                                           |                                                | 844                                            | 844                                            |
| 1875 | 1875                                           |                                                | 813                                            | 813                                            |
| 1885 | 1885                                           |                                                | 831                                            | 831                                            |
| 1895 | 1895                                           |                                                | 815                                            | 815                                            |
| 1905 | 1905                                           |                                                | 755                                            | 755                                            |
| 1910 | 1910                                           |                                                | 718                                            | 718                                            |
| 1925 | 1925                                           |                                                | 719                                            | 719                                            |
| 1939 | 1939                                           |                                                | 671                                            | 671                                            |
| 1946 | 1946                                           |                                                | 982                                            | 982                                            |
| 1950 | 1950                                           |                                                | 962                                            | 962                                            |
| 1956 | 1956                                           |                                                | 851                                            | 851                                            |
| 1961 | 1961                                           |                                                | 837                                            | 837                                            |
| 1967 | 1967                                           |                                                | 826                                            | 826                                            |
| 1980 | 1980                                           |                                                | ?                                              | ?                                              |
| 1990 | 1990                                           |                                                | ?                                              | ?                                              |
| 2003 | 2003                                           |                                                | 964                                            | 964                                            |
| 2007 | 2007                                           |                                                | 875                                            | 875                                            |
| 2009 | 2009                                           |                                                | 850                                            | 850                                            |
| 2011 | 2011                                           |                                                | 840                                            | 840                                            |
| 2016 | 2016                                           |                                                | 812                                            | 812                                            |
| 2020 | 2020                                           |                                                | 776                                            | 776                                            |
| Datenquelle: Historisches Gemeindeverzeichnis für Hessen: Die Bevölkerung der Gemeinden 1834 bis 1967. Wiesbaden: Hessisches Statistisches Landesamt, 1968. Weitere Quellen: LAGIS; Stadt Waldeck; Zensus 2011 |                                                |                                                |                                                |                                                |

#### Historische Religionszugehörigkeit
| Quelle: Historisches Ortslexikon |                                                                    |
| • 1885:                          | 815 evangelische (= 100,00 %) Einwohner                            |
| • 1961:                          | 746 evangelische (= 89,13 %), 89 katholische (= 10,63 %) Einwohner |

## Politik

### Wappen
| Wappen von Freienhagen | Blasonierung: „In Gold zwischen zwei abgekehrten, rot gezungten grünen Drachenrümpfen ein gemauerter roter Sitz; darüber wachsend ein blau gerüsteter, barhäuptiger Ritter mit silbernem Schwert in der Rechten und einem goldenen Schild mit achtstrahligem schwarzen Stern in der Linken.“ |
| Wappen von Freienhagen | Wappenbegründung: Das erste bekannte Siegel aus dem 13. Jahrhundert zeigt einen Ritter, der mit dem Schwert in der Hand ein Schild mit dem Waldecker Stern hält und auf einem Thron sitzt. Auf dem zweiten Siegel aus dem 14. Jahrhundert wurde der Thron durch den Turm und die beiden Drachen ersetzt. Das heutige Wappen wurde 1935 verliehen und basiert auf dem zweiten Siegel. Zwischenzeitlich griff man auch auf ein anderes Wappen, bestehend aus einer silbernen Stadtmauer im Vordergrund mit einem Turm mit rotem Dach in der Mitte und auf beiden Seiten einem Schild mit Waldecker Stern auf blauem Grund zurück. |

## Kultur und Sehenswürdigkeiten

### Ortsbild
Das ursprüngliche Freienhagen ist ein relativ regelmäßig aufgebauter und von der Landwirtschaft geprägter Ort. Er befindet sich an einer Hauptstraße, der heutigen Kasseler Straße (B 251) und zwei dazu parallel verlaufenden Nebenstraßen, der Nordstraße und der Südstraße, die untereinander durch Gassen verbunden sind.

### Bauwerke
Sehenswert sind die im spätromanischen und gotischen Stil erbaute Wehrkirche mit seltener in sich gedrehter Zwiebelkuppel (verdrehte Kaffeekanne) sowie die vielen gut erhaltenen, denkmalgeschützten Fachwerkhäuser und eine nahe bzw. nördlich des Orts stehende Mühle im oberen Tal der Watter. Die untere Wattermühle, 1717 von den Fürsten zu Waldeck erbaut, erhielt 2008 den Hessischen Denkmalschutzpreis.

## Bildung
- Kindergarten

## Persönlichkeiten
- Matthias Martinius (1572–1630), deutscher Theologe, geboren in Freienhagen
- Adam Schweitzer (1761–1824)deutscher Schreinermeister, Bürgermeister von Freienhagen und Politiker
- Friedrich Lippe (1770–1819), deutscher Bäcker, Bürgermeister von Freienhagen und Politiker
- Johannes Steinmetz († 1830), Bürgermeister von Freienhagen und Politiker
- Adam Martin (1777–1839), Bürgermeister von Freienhagen und Abgeordneter
- Heinrich Wiweke (1782–1846) war ein deutscher Landwirt und Politiker, Bürgermeister von Freienhagen
- Johannes Lippe (1788–1853), deutscher Landwirt, Bürgermeister von Freienhagen und Politiker
- Justus Graß (1799–1869), deutscher Bürgermeister von Freienhagen und Politiker
- Jonas Nordmeyer (1805–1874), deutscher Landwirt und Politiker, 1847 bis 1850 und von 1856 bis 1861 auch Bürgermeister von Freienhagen, geboren in Freienhagen
- Justus Lippe (1840–1919), deutscher Landwirt und Politiker, 1886 bis 1919 auch Bürgermeister von Freienhagen, geboren in Freienhagen
- Ewald Schäfer (1905–2001), in Freienhagen geborener Musikpädagoge und Liedkomponist
- Georg F. Backhaus (* 1955), deutscher Agrarwissenschaftler und Präsident des Julius Kühn-Instituts Quedlinburg, geboren in Freienhagen